# الورم الوعائي عند الأطفال
الورم الوعائي عند الأطفال (بالإنجليزية: Infantile hemangioma)‏، ويُطلق عليه أحيانًا اسم علامة الفراولة بسبب مظهره الذي يشبه الفراولة، هو نوع من الأورام الوعائية الحميدة التي تصيب الأطفال. تظهر هذه الأورام على شكل آفة مرتفعة حمراء أو زرقاء اللون على الجلد. يبدأ ظهورها خلال الأسابيع الأربعة الأولى من الحياة، وتنمو خلال أول خمسة أشهر من الحياة، ثم يتقلص حجمها تدريجيًا وتختفي خلال السنوات الأولى من العمر، ولكن التغيرات الجلدية تبقى حتى بعد اختفاء الورم. تشمل المضاعفات التي تسببها هذه الأورام الألم والنزف وتُشكل القرحات الجلدية والتشوهات. لا يُعرف حتى الآن السبب الدقيق لتُشكل هذه الأورام، ويبدو أنَّ للوراثة دورًا في 10% من الحالات. يعتمد التشخيص بشكل عام على الأعراض وشكل الورم، ويمكن أن يساعد التصوير الشعاعي أحيانًا في التشخيص.
لا حاجة للعلاج في أغلب الحالات ونكتفي بالمراقبة فقط، ولكن قد تؤدي بعض الحالات إلى مشاكل عديدة ويُوصى باستخدام أدوية مختلفة لعلاجها مثل بروبرانولول أو السيتروئيدات، ويمكن اللجوء للجراحة أو الليزر في حالات معينة.
يعتبر الورم الوعائي من أكثر الأورام الحميدة شيوعًا عند الأطفال، ويحدث عند 5% من الأطفال تقريبًا. هذه الأورام أشيع عند الإناث والأشخاص البيض والأطفال الخدج والأطفال منخفضي وزن الولادة.

## العلامات والأعراض
تظهر الأورام الوعائية عند الأطفال في الأسابيع أو الأشهر الأولى من العمر غالبًا، وتميل للحدوث أكثر عند العرق القوقازي والأطفال الخدج الذين يقل وزنهم عند الولادة ولادتهم عن 1.4 كغ والإناث وعند التوائم. قد تشبه الآفات المبكرة الخدش أو رقعة حمراء أو بقعة بيضاء أو الكدمات. تحدث غالبية هذه الأورام في الرأس والرقبة، ولكنها قد تظهر في أي مكان من الجسم تقريبًا. يعتمد مظهر ولون الورم الوعائي على موقع الورم وعمقه في الجلد.
تتوضع الأورام الوعائية السطحية أعلى الجلد ويكون لها مظهر أحمر فاتح إلى أرجواني محمر. يمكن أن تكون الأورام الوعائية مسطحة مع توسع في الشعيرات الدموية حولها، ويمكن أن تكون مرتفعة فوق سطح الجلد مشكلةً حطاطات ولويحات حمراء زاهية. كانت الأورام الوعائية عند الأطفال توصف بمظهر (علامة الفراولة) ورغم أن هذا الوصف قديم، لكنه لا يزال شائعًا حتى يومنا هذا.
يمكن أن تظهر الأورام الوعائية عند الأطفال في أي مكان من الجسم لكنها تظهر بشكلٍ شائع في أماكن معينة من الجسم مثل فروة الرأس الخلفية والعنق والمنطقة الإربية وحول الشرج. يمكن أن تظهر الأورام الوعائية المُتقرِّحة على شكل حطاطات أو لويحات سوداء متقشرة، وتكون التقرحات عرضة للعدوى البكتيرية الثانوية، والتي يمكن أن تظهر على شكل قشور صفراء أو نز قيحي أو مصلي أو ألم أو رائحة كريهة، وتكون هذه التقرحات معرضة للنزف أيضًا، خاصة الآفات العميقة أو في مناطق الجسم المعرضة للاحتكاك. يمكن أن تترافق الأورام الوعائية السطحية المتعددة، مع أورام وعائية خارج الجلد، والأكثر شيوعًا الأورام الوعائية في الكبد، ويحتاج هؤلاء الأطفال إلى فحص دقيق بالموجات فوق الصوتية.
تظهر الأورام الوعائية العميقة على شكل لطاخات مزرقة غير واضحة الحدود، ويمكن أن تتكاثر إلى حطاطات أو عقيدات أو أورام أكبر، وغالبًا ما تكون الآفات المتكاثرة قابلة للانضغاط. تميل الأورام الوعائية العميقة للتطور في وقت متأخر قليلاً عن الأورام الوعائية السطحية، ومن النادر أن تتقرح الأورام الوعائية العميقة، ولكنها قد تسبب اضطرابات عديدة حسب موقعها وحجمها ونموها. يمكن أن تسبب الأورام الوعائية العميقة التي تنمو بالقرب من البنى الحساسة ضغطًا على الأعضاء المحيطة بها مثل مجرى السمع الخارجي والأجفان. الأورام الوعائية المختلطة هي مزيج من الأورام الوعائية السطحية والعميقة.

### المضاعفات
لا ترتبط الأورام الوعائية عند الأطفال عادةً بأي مضاعفات. قد تتقرح هذه الأورام وتسبب ألمًا، وإذا كان التقرح عميقًا، فقد يسبب نزيفًا حادًا وعدوى في حالات نادرة. إذا ظهر الورم الوعائي في الحنجرة، فقد يؤثر على التنفس، وإذا كان الورم الوعائي قريبًا من العين، فقد يسبب انسدادًا أو انحرافًا في العين يمكن أن يؤدي إلى ضعف في الرؤية، وفي حالات نادرة جدًا يمكن أن تسبب الأورام الوعائية كبيرة الحجم قصورًا في القلب بسبب كمية الدم التي يجب ضخها في الأوعية الدموية الزائدة، وقد تسبب الآفات المجاورة للعظم تآكلاً في العظم.
يمكن أن تؤثر الأورام الوعائية على مظهر الشخص وتثير الانتباه وتؤدي لردود فعل نفسية واجتماعية سلبية. تحدث مشاكل خاصة في حالة إصابة الشفة أو الأنف، إذ يصعب علاج هذه التشوهات جراحيًا. تزيد احتمالية الاضطرابات النفسية في سن المدرسة، ولذلك يُنصح بالعلاج قبل بدء المدرسة إذا لم يحدث تحسن تلقائي كافٍ في المظهر والأعراض. 

## الأسباب
لا يُعرف السبب الدقيق لحدوث الأورام الوعائية حتى الآن، لكن العديد من الدراسات أشارت إلى أهمية هرمون الإستروجين في حدوث هذه الأورام، وقد يكون نقص الأكسجة الموضعي في الأنسجة الرخوة بالإضافة إلى زيادة هرمون الإستروجين بعد الولادة هو المحفز الرئيسي لنشوء هذه الأورام. ظهرت فرضية أخرى اقترحت أنَّ مشيمة الأم تلتصق بأدمة الجنين أثناء الحمل، ما يؤدي إلى تكوين الأوعية الدموية، لكن التحليلات الجينية لأنسجة الورم الوعائي مقارنة بالحمض النووي للأم تتعارض مع هذه الفرضية.

## العلاج
تختفي معظم الأورام الوعائية عند الأطفال دون علاج، تاركةً علامات بسيطة على الجلد. قد يستغرق اختفاء هذه الأورام عدة سنوات، وربما تحتاج العديد من هذه الأورام نوعًا من أنواع العلاج. نُشرت مؤخرًا توصيات خاصة لعلاج الأورام الوعائية عند الأطفال. تُحدد هذه التوصيات الحالات التي يكون علاج الأورام الوعائية ضروريًا فيها، وهي:
- خلل وظيفي (ضعف في الرؤية أو السمع).
- نزف.
- مضاعفات تهدد الحياة (انسداد مجرى الهواء، أمراض القلب، أمراض الكبد).
- مخاطر التشوهات الدائمة أو طويلة الأمد.
- تغيرات كبيرة في شكل الجلد أو لونه.

تكون العلاجات الطبية أكثر فاعلية عند استخدامها خلال فترة نمو الورم الوعائي، والتي تتوافق مع الأشهر الخمسة الأولى من الحياة.

### الأدوية
تشمل الخيارات العلاجية للأورام الوعائية عند الأطفال: الأدوية الموضعية والجهازية والليزر والجراحة. كان العلاج الأساسي للأورام الوعائية العرضية قبل عام 2008 هو السيتروئيدات الفموية، وهي أدوية فعالة لا تزال تُشكل خيارًا مناسبًا للمرضى الذين لا يمكنهم استخدام حاصرات بيتا لأسباب طبية. أكدت الأبحاث أن بروبرانولول - حاصر بيتا غير انتقائي - جيد التحمل وفعال في علاج الأورام الوعائية، وقد حصل على موافقة الهيئة الأمريكية للغذاء والدواء عام 2014، وأصبح بروبرانولول بعد ذلك الخط الأول من الأدوية الجهازية التي تستخدم لعلاج هذه الآفات.
يستخدم اليوم التيمولول الموضعي بالإضافة إلى البروبرانالول فمويًا كعلاج شائع للأورام الوعائية عند الأطفال، ووفقًا لمراجعة شاملة أُجريت عام 2018 فقد أظهر كلا العلاجين آثارًا مفيدة في إزالة الأورام الوعائية دون تأثيرات جانبية هامة. لقد استندت كل هذه النتائج إلى أدلة متوسطة ومنخفضة الجودة، وبالتالي هناك حاجة لمزيد من التجارب العشوائية على مجموعات كبيرة من الأطفال لتقييم هذه العلاجات بشكل أكبر.